# 中村時蔵 (4代目)
四代目 中村 時蔵（なかむら ときぞう、1927年〈昭和2年〉12月1日 - 1962年〈昭和37年〉1月28日）は、歌舞伎役者。本名は小川 茂雄（おがわ しげお）。屋号は播磨屋。定紋は揚羽蝶、替紋は蔓片喰。

## 人物
三代目中村時蔵の次男として東京府にて誕生。1936年（昭和11年）11月東京歌舞伎座で二代目中村梅枝を名のって初舞台。1953年（昭和28年）4月東京歌舞伎座で六代目中村芝雀（京屋）を襲名。これは当時後継者のいない名跡である中村雀右衛門襲名をにらんでのものであった。
折しも兄・二代目中村歌昇が病で早くに舞台を退き、父の後継として中村時蔵を襲名すべき立場となったことから、父の死後の1960年（昭和35年）4月東京歌舞伎座で『八重桐廓噺』（嫗山姥）の八重桐、『妹背山婦女庭訓』（妹背山）のお三輪、『近江源氏先陣館・盛綱陣屋』の篝火で、四代目中村時蔵を襲名した。これに伴い、芝雀の名跡を先代（三代目）雀右衛門未亡人に返上したことから京屋は再び後継者不在となったが、後に三代目雀右衛門の長男の親友であった七代目大谷友右衛門が継承者として選ばれ、芝雀の名跡も友右衛門の次男が後に継承した。
清楚な芸を身につけた美貌の若手女形で、叔父の十七代目中村勘三郎が専ら相方に起用したことから将来を嘱望された。しかし人気とともに舞台への出演が激増、今月は歌舞伎座、来月は南座、その翌月は演舞場と、休みのない公演日程が続いたことで疲労がたまり睡眠薬への依存度が増し、結果的に1962年1月に睡眠薬事故のため、34歳で急死した。
立女形の大名跡である「中村時蔵」は四代目の死後、長男の三代目中村梅枝が1981年（昭和56年）に五代目時蔵を襲名するまでの19年間不在となり、さらに五代目時蔵が襲名する頃には五代目坂東玉三郎がブームを巻き起こしていた絶頂期で、遅れをとった「中村時蔵」の梨園における地位は大きく傾くこととなった。加えて兄・歌昇の病による引退、弟たちの舞台に恵まれないことによる映画界への転出により、播磨屋時蔵一門の次代を担うべき五兄弟全員が歌舞伎界から去り、彼らの息子たちは長く辛酸を舐めることとなる。
長男に中村萬壽（五代目時蔵改め）、次男に二代目中村錦之助がいる。